# Лечение наркомании
Лече́ние наркома́нии — методы, направленные на избавление наркозависимого от физической и психологической тяги к наркотикам, а также на уменьшение принимаемых наркозависимым доз. В идеале, наркологи стремятся достичь полного и пожизненного отказа пациента от приёма наркотиков.

## История
Первые документальные свидетельства применения человеком наркотиков относятся к V веку до нашей эры. Первые законодательные запреты на наркотические вещества стали налагаться в Средневековье. Существовала ли в то время проблема наркомании, и приходилось ли её лечить, достоверно неизвестно. Во многих интернет-источниках высказывается мнение о том, что эпидемия наркозависимости наступила лишь после того, как законодательный запрет на наркотики был введён во многих странах, то есть после подписания Международной опиумной конвенции в Гааге 23 января 1912 года. Вместе с тем, болезнью наркоманию официально признали лишь в прошлом столетии. При этом признали её не во всех странах. К примеру, в Колумбии, соответствующий закон был подписан президентом Хуаном Мануэлем Сантосом 31 июля 2012 года. Как отдельная наука наркология сформировалась в 70-х годах XX века.
Однако с различными формами зависимости от опьяняющих веществ боролись уже в XIX веке. Так, в 1814 году английский поэт Томас Де Квинси опубликовал в лондонских газетах свою статью, где утверждал, что курение опиума помогает избавиться от алкоголизма. Когда стало ясно, что опиум вызывает зависимость, людей от опиумной зависимости стали лечить морфием. В 1866 году в русском научном журнале «Современная медицина» была опубликована соответствующая заметка, где утверждалось, что «…морфий всегда действует и не требует увеличения приёма, то есть больные к нему не привыкают, как привыкают к опию». Это оказалось неверным суждением. Поэтому в дальнейшем алкоголизм, опиоманию и морфинизм стали «лечить» кокаином. Следующим в цепочке стал героин. Практику лечения наркомании наркотиками признали ошибочной только в 20-х годах XX века. Однако метод замещения одного наркотического вещества другим используется до сих пор (см. Метадоновая заместительная терапия).

## Описание лечения
К основным принципам лечения наркомании относят:
- добровольность лечения (необходимо осознанное согласие пациента на лечение);
- максимальную индивидуализацию лечения (в зависимости от клинических особенностей и конституционально-личностных особенностей конкретного больного);
- комплексный подход к лечению (оно должно включать медикаментозную, психотерапевтическую и социальную составляющие);
- осознанный отказ пациента от употребления психоактивного вещества.

Единого чётко расписанного метода лечения наркомании на данный момент не существует. Вместе с тем общепризнанно, что эффективное лечение должно проводиться по единой схеме: сначала наркомана избавляют от физической зависимости (см. абстинентный синдром и детоксикация), а после проводят курс психотерапевтической реабилитации (см. внушение) и поддержки, закрепляя в сознании пациента мысль, что без наркотиков он будет счастлив. Впрочем, зачастую частные медицинские центры пренебрегают второй стадией лечения, проводя лишь детоксикацию организма. В большинстве случаев после такого половинчатого лечения человек вновь начинает принимать наркотики.
Поскольку эффективного патогенетического лечения наркомании не существует, следует добиваться нормализации психического состояния человека, его чувств, мыслей, представлений и убеждений, пытаться избавить человека от переживаний отчуждённости, одиночества и утраты смысла жизни, часто приводящих к аффективным и невротическим расстройствам. Просто «поговорить» с пациентом о его проблемах и разъяснить ему его проблемы, чтобы резко изменить его жизнь в нужном направлении, совершенно недостаточно. Недостаточно также одной лишь вынужденной ремиссии (под которой подразумевается насильственный запрет принимать наркотики). Известно, что изоляция больного, сопряжённая с невозможностью употреблять наркотическое вещество (например, в местах лишения свободы вне терапии или в диспансере с активным режимом лечения), чаще всего не приводит к стабильной ремиссии: у подавляющего большинства наркозависимых рецидив болезни возникает в первый же месяц после освобождения или в течение трёх месяцев после выписки из стационара. Это, как правило, не связано с качеством самого лечения, а обусловлено тем фактом, что наркомания — хроническое рецидивирующее заболевание, требующее длительного поддерживающего лечения с применением специальных методик и средств и активного сотрудничества пациента с врачом.
Одно из необходимых условий длительной ремиссии лежит в области аксиологии, системы ценностей, мировоззрения: наркозависимый пациент, если он стремится избавиться от зависимости, должен изменить собственную систему ценностей, снизив значимость психоактивного вещества и отыскав некую иную стержневую идею, ценностный смысл.
Всё это приводит к трудностям в достижении стойкой ремиссии; по некоторым данным, эффективность реабилитационных мероприятий в отношении лиц с химическими зависимостями не превышает 7—15 % годовых ремиссий.

## Некоторые методы лечения наркомании

### Методы лечения в рамках доказательной медицины
Методы лечения наркомании предусматривают применение наркологических стандартов, то есть списка препаратов и методов, которыми можно и нужно лечить наркозависимость. Традиционно для купирования аддиктивного влечения при, в частности, опийной наркомании применяются такие методы и способы, как:
1. Лечение агонистами опиоидов.
2. Лечение антагонистами опиоидов.
3. Психотерапевтические интервенции (когнитивно-поведенческая, психодинамическая и другие разновидности психотерапии).
4. Медико-психосоциальная реабилитация.

В мировой наркологии, в отличие от российской, психофармакологические средства (нейролептики, антидепрессанты, транквилизаторы) не рассматриваются как средства, патогенетически ориентированные при купировании абстинентного синдрома или аддиктивного влечения. Они используются лишь в случае обнаружения коморбидной психической патологии и сами по себе не оказывают положительного эффекта на патологическое влечение.
Тем не менее нейролептики (антипсихотики) широко применяются в терапии синдрома зависимости российскими наркологами. Это происходит невзирая на то, что в научной литературе отсутствуют убедительные данные об эффективности и безопасности применения антипсихотических средств в терапии синдрома зависимости. Так, известный российский психиатр и нарколог доктор медицинских наук профессор В. Д. Менделевич пишет, что «назначение антипсихотиков для терапии наркологических заболеваний противопоказано, поскольку не только не улучшает состояния больных, но способно даже ухудшать течение болезни, приводя к сокращению длительности ремиссии, и чревато серьёзными побочными эффектами, создающими угрозу здоровью пациентов». Как отмечает В. Д. Менделевич, назначение нейролептиков при наркомании оправданно при наличии у пациента коморбидной психотической симптоматики или психозов, вызванных употреблением ПАВ, в остальном же эффективность применения нейролептиков при наркотической зависимости не подтверждена РКИ и метаанализами.
Широко применяют при опийной наркомании налоксон (антидот), проводя детоксикацию и реанимационные мероприятия[данные об эффективности?].
Распространён метод УБОД — ультрабыстрая опийная детоксикация[данные об эффективности?]. Процедура проводится в клиниках под общим наркозом в течение 6—8 часов.
В частных клиниках широко распространён метод аппаратного очищения крови от наркотических веществ — плазмаферез[данные об эффективности?]. Для восстановления сна и уменьшения болевого синдрома применяют газовую смесь ксенона и кислорода (ксенотерапия) и воздействуют на мозг токами определённой частоты (электросон)[данные об эффективности?].
Из антирецидивных методов широко применяют антидепрессанты и подкожную имплантацию налтрексона на срок до 6 месяцев (блокатор опиатных рецепторов)[данные об эффективности?].
Эффективным психотерапевтическим методом лечения наркомании, снижающим употребление ПАВ и предупреждающим рецидивы, считается когнитивно-поведенческая терапия (КПТ). Этот метод помогает лицам, страдающим наркозависимостью, осознавать ситуации, в которых они чаще всего употребляют наркотики, избегать подобных ситуаций в случаях, когда это необходимо, и преодолевать более эффективно ряд проблем и проблемных форм поведения, связанных со злоупотреблением ПАВ. Когнитивно-поведенческая терапия стимулирует сотрудничество и активность; выявляет и изменяет убеждения, способствующие обострению патологического влечения; обучает пациентов применять умения, а не только силу воли для воздержания от наркотиков; помогает пациентам изменять их отношение к самим себе, своей жизни и своему будущему.
В ряде стран применяется заместительная терапия опийной наркомании, в частности метадоном, химически чистым героином (диаморфином), бупренорфином, морфином, левацетилметадолом, препаратом suboxone, содержащим бупренорфин и налоксон. Однако в России использование агонистов опиоидов для лечения наркомании запрещено Федеральным законом «О наркотических средствах и психотропных веществах» (при том что преобладающей и наиболее социально значимой в России является именно опийная зависимость (опиоидная, героиновая) — подавляющее большинство пациентов, состоящих на учёте в российских наркологических диспансерах, злоупотребляют именно опиатами). Таким образом, фактически пациенты не имеют доступа ко всем методам лечения, разрешённым к применению в мировой наркологической практике и рекомендуемым ВОЗ. Возражения противников заместительной терапии заключаются в том, что используемые при заместительной терапии препараты сами могут вызывать наркотическую зависимость и синдром отмены.
Во всём мире широко применяется реабилитация наркозависимых в специализированных учреждениях — терапевтических сообществах, удалённых от центра городской жизни либо расположенных в сельской местности; наркозависимые, проживающие в них, получают помощь в форме психотерапии, трудотерапии, духовного наставничества в течение многих месяцев. Такие сообщества обслуживаются терапевтическими командами, состоящими обычно из профессионалов (психологов, педагогов, социальных работников), терапевтов, проводящих занятия, инструкторов и неофитов (трезвых наркоманов, удачно закончивших процесс терапии).
Существует и такой метод лечения наркомании, как группы самопомощи сообщества «Анонимные наркоманы». Принцип работы этого сообщества заключается в помощи одних наркозависимых другим. АН занимаются тем, что проводят собрания для наркоманов; на эти собрания может прийти любой, кто считает, что у него есть проблемы с наркотиками, при этом один из принципов организации — «анонимность». На нынешний день в 141 стране мира проходит более 70000 собраний в неделю.

### Альтернативные методы (методы с недоказанной эффективностью)
В РФ существует такая проблема, как отсутствие у лиц, страдающих наркоманией и алкоголизмом, доступа к квалифицированной медицинской помощи. Широко применяются методы лечения, которые не имеют доказательной базы, фактически являются мошенничеством и эксплуатируют мифы, популярные среди пациентов с наркоманией. Используются различные варианты «чудесного лечения» за один сеанс — кодирование, торпедирование и др. За рубежом подобные методы лечения не применяются.
Народные методы (заговоры, молитвы, «колдовство»)
После распада Советского Союза на территории СНГ, и особенно в России, начало появляться множество «знахарей», «потомственных магов» и «колдунов», предлагающих за определённую сумму свои услуги для исцеления от всех недугов — как физических, так и душевных (см. также Нью-Эйдж) заговорами, молитвами и «колдовством». Тексты заговоров и молитв, в том числе и от наркомании, публикуются также и в Интернете. Существуют сайты-сборники таких текстов. Официальная наука не признаёт подобные методы, считая их шарлатанством.
Метод кодирования по Довженко
Метод был разработан в 1980-х годах как лечение алкоголизма и 20 апреля 1984 года был одобрен Минздравом РСФСР. Сегодня многочисленные последователи Александра Довженко заявляют, что с помощью метода могут избавить человека не только от алкогольной, табачной и наркотической зависимости, но и откорректировать вес. Многие открытые интернет-источники указывают[значимость факта?], что Довженко с помощью своей методики «творил чудеса» в отношении алкогольной зависимости, однако после его смерти среди последователей украинского медика много не только недобросовестных врачей, но и откровенных шарлатанов. Сам автор кодирования в качестве обязательного условия для прохождения лечения требовал от пациента минимум месяц перед сеансом провести в полной трезвости. На сегодняшний день это условие редко соблюдается, особенно наркотически зависимыми пациентами.
Основой метода является шоковая терапия и гипнотическое внушение. В качестве подготовки врач проводит с пациентом индивидуальную беседу, определяя уровень внушаемости конкретно этого наркозависимого. Далее следует групповая лекция продолжительностью в 2—2,5 часа: врач пытается настроить пациентов на успех лечения. В завершение проводится гипносеанс, в ходе которого человеку внушают, что запах, вкус и даже вид наркотика (алкоголя) должен вызывать у него отвращение. Тогда же под гипнозом врач даёт установку: нарушение запрета приведёт к страшным последствиям (вплоть до смерти).
Республиканский наркологический центр им. Довженко в Феодосии, которым он руководил при жизни, был закрыт в мае 2007 года.
Эффективность в лечении наркомании гипноза и «кодирования» подвергают серьёзному сомнению из-за того, что научные доказательства их этиопатогенетического воздействия на психопатологию химических зависимостей отсутствуют.
Метод Маршака
Снятие зависимости по методикам, применяемым в медицинском центре «Кундала» (широко известном как «Клиника Маршака»), заключается в замене одного удовольствия (эйфория от приёма наркотика) на другое (йога, религия). С помощью техник, заимствованных из кундалини-йоги, пациенты учатся моделировать состояние наркотического опьянения. Кроме йоги, в комплексную программу лечения, согласно данным официального сайта, могут входить процедуры внутривенного лазерного облучения крови, пропускания электрического тока через мозг пациента, применение препаратов, помогающих восстановить разрушенные наркотиками клетки организма, «лечебная» диета, а также блокирование опьяняющего воздействия от возможной инъекции индивидуально подобранными препаратами. Кроме того, для использования в клинике позаимствовали и программу «12 шагов», ранее разработанную обществом Анонимных наркоманов. Сам Яков Маршак в интервью «Новой газете» рассказывал, что для того, чтобы убедить наркомана лечиться, его окружение должно использовать принуждение — так называемый метод «психологической интервенции».
В Интернете широко распространена информация о том, что медицинский центр создавался как псевдоиндуистская секта. В то же время официальные источники, подтверждающие эту информацию, отсутствуют. Кроме того, сильно разнятся данные о взаимосвязи самого Маршака с клиникой «Кундала». На действующем сайте клиники указано, что медцентр был создан в 1996 году, а Яков Маршак, получивший неоднозначную известность, пришёл туда лишь в 2001 году и проработал до 2007 года. То же подтверждает и сам приверженец кундалини-йоги — в апреле 2012 года Маршак дал интервью изданию «Газета.ru» в связи со скандалом вокруг клиники. В то же время в других (чаще — более ранних) источниках Маршак указан как основатель медцентра.
Комплексная ибогаин-терапия (КИТ)
Ибогаин — алкалоид, содержащийся в корнях растения ибога (Tabernanthe iboga). Кора ибоги используется на протяжении тысячелетий в народной медицине и обрядах инициации племён Бвити.
Научные исследования доктора Деборы Маш (Университет Майями, США) подтвердили терапевтическую эффективность ибогаина при отсутствии токсичности для организма, что послужило толчком к его клиническому применению в ряде стран мира, в особенности в Италии, Австрии и Канаде.
Перед лечением ибогаином проводятся анализы (как правило, ЭКГ, функция печени и почек) для выявления противопоказаний. Эффективное и безопасное применение ибогаина требует соблюдения медицинских параметров дозировки и врачебного наблюдения. Неправильное применение препарата может привести к летальному исходу. Терапевтическая сессия продолжается до 36 часов. В ходе терапии, как утверждается, происходит избавление от физической тяги к наркотикам, полностью снимается абстинентный синдром. Кроме того, как утверждается, происходит высвобождение из подсознания воспоминаний о психологических причинах, которые привели к наркомании, переосмысление ценностей и формирование мотивации на жизнь без вредных привычек.